# جنگ‌های سلوکیان و رومیان
نبرد سلوکیان و رومیان (۱۹۸-۱۸۲ پیش از میلاد)، که با نام نبرد آنتیوخوس یا نبرد سوریه نیز شناخته می‌شود، یک درگیری نظامی بین دو ائتلاف به رهبری جمهوری روم و امپراتوری سلوکی بود. این درگیری‌ها در یونان، دریای اژه و آسیای کوچک صورت گرفت.
این جنگ نتیجه «جنگ سرد» میان دو قدرت بود که از سال ۱۹۶ پیش از میلاد آغاز شده بود. در این دوره رومیان و سلوکیان سعی داشتند با ایجاد اتحاد با قدرتهای کوچک یونان، حوزه‌های نفوذ را گسترش دهند.
نبرد با پیروزی قطعی رومیان به پایان رسید. در پیمان آپامئا، سلوکیان مجبور به تسلیم کردن آسیای کوچک به ائتلاف رومی‌ها شدند و در نتیجه، جمهوری روم سلطه خود را بر یونان و آسیای کوچک به دست آورد و تنها قدرت اصلی در دریای مدیترانه شد.

## پیش زمینه

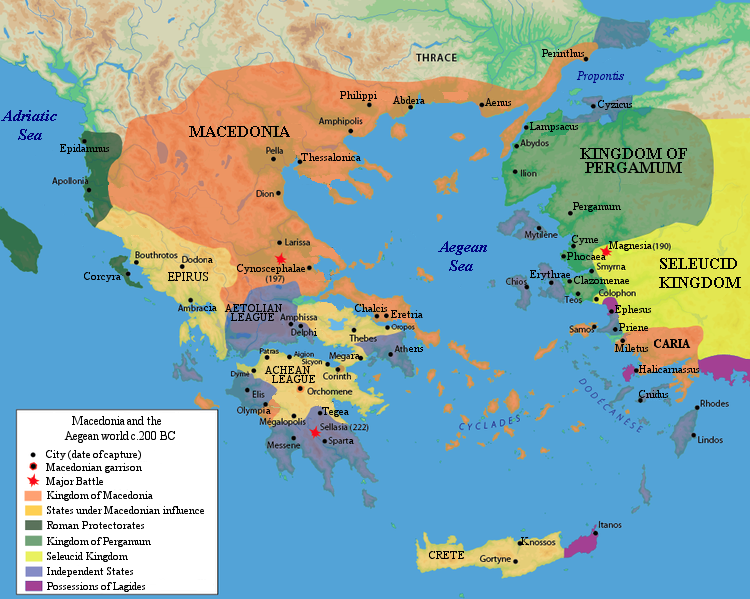
مناطق تحت جنگ‌های سلوکیان و رومیان

آنتیوخوس سوم، پادشاه سلوکی، در سال ۲۰۳ قبل از میلاد با شاه فیلیپ پنجم مقدونی پیمان اتحاد بست.این پیمان اظهار می‌داشت که آنتیوخوس و فیلیپ به یکدیگر کمک می‌کنند تا سرزمین فرعون جوان بطلمیوس پنجم را تسخیر کنند.
در سال ۲۰۰ پیش از میلاد، برای اولین بار روم در امور یونان درگیر شد، هنگامی که دو متحد آن، پرگامون و رودس، که در جنگ کرتین با فیلیپ جنگیده بودند، در این زمان از رومیان درخواست کمک کردند. در پاسخ به این درخواست، رومی‌ها ارتش خود را به یونان فرستادند و به مقدونیه حمله کردند. دومین جنگ مقدونیه تا سال ۱۹۶ پیش از میلاد به طول انجامید و هنگامی به پایان رسید که رومی‌ها و متحدین آنها از جمله اتحادیه ایتولیان، در نبرد سینوسس فالایی فیلیپ را شکست دادند. شرایط این پیمان فیلیپ را مجبور به پرداخت غرامت جنگی و متحد روم نمود با این حال که روم برخی از مناطق یونان را اشغال کرد. در همین حال ، آنتیوخوس در جنگ پنجم سوریه (۲۰۱–۱۹۵ پیش از میلاد) در حال جنگ با ارتش بطلمیوس در سول سوریه بود. ارتش آنتیوخوس در نبرد پانیوم در سال ۲۰۱ پیش از میلاد، ارتش مصر را شکست داد و تا سال ۱۹۸ پیش از میلاد ، آنتیوخوس سول سوریه را تصرف کرد. سپس آنتیوخوس روی حمله به مواضع بطلمیوس در کیلیکیه، لیکیه و کاریا متمرکز شد. آنتیوخوس ضمن حمله به استحکامات بطلمیوس در آسیای کوچک، ناوگانی را برای اشغال شهرهای ساحلی بطلمیوس در این منطقه و همچنین حمایت از فیلیپ فرستاد. رودس، یکی از متحدان روم و قویترین نیروی دریایی منطقه، نگران شد و فرستاده‌هایی را به آنتیوخوس ارسال کرد و گفت که اگر ناوگان وی از چلیدونه در کلیکیه عبور کند، جلوی او را خواهند گرفت زیرا آنها نمی‌خواستند فیلیپ کمک دریافت کند.
آنتیوخوس این تهدید را نادیده گرفت و به پیشبرد حرکات دریایی خود ادامه داد، اما رودسی‌ها حرکتی انجام ندادند زیرا آنها شنیده بودند که فیلیپ در سینوسسفالا شکست خورده‌است و دیگر تهدیدی نیست.
صلح در سال ۱۹۵ قبل از میلاد با ازدواج دختر آنتیوخوس، کلئوپاترا با بطلمیوس صلح برقرار شد. حال مشکلات آنتیوخوس در آسیا حل شده بود و او اکنون به اروپا چشم دوخته بود.

## وقوع جنگ
در همین حال، هانیبال، که در دومین جنگ پونیک علیه رم جنگیده بود، از کارتاژ به تایر گریخت و به آنجا پناه برد. در دربار آنتیوخوس در افسس پادشاه تصمیم گرفت چه اقداماتی را علیه روم انجام دهد.